# Đại học Durham
Viện Đại học Durham hay Đại học Durham (tên tiếng Anh: University of Durham hay Durham University) là một viện đại học nghiên cứu công lập ở thành phố Durham, đông bắc Anh Quốc. Viện Đại học Durham được thành lập năm 1832 và được giữ nguyên tên gọi cho đến ngày nay. Đây là một trong số các viện đại học đầu tiên của Anh Quốc và được cho là viện đại học lâu đời thứ ba của Anh Quốc sau Viện Đại học Oxford và Viện Đại học Cambridge.
Viện Đại học Durham bao gồm nhiều khoa trung tâm, các trường nhỏ hơn và 16 trường đại học trực thuộc. Các trường nhỏ hơn và các khoa phụ trách việc giáo dục, đào tạo và nghiên cứu còn các college chịu trách nhiệm về đời sống và phúc lợi của sinh viên.
Theo nhận xét của Times Good University Guide: "được thành lập như một lựa chọn hàng đầu ngoài Oxford và Cambridge", Durham thu hút "một phần lớn những sinh viên giỏi và xuất sắc từ tầng lớp trung lưu".
Dựa vào hai bảng xếp hạng uy tín nhất nước Anh The Complete University Guide 2011 đánh giá Đại học Durham xếp thứ 4 trong các trường đại học Anh Quốc, sau Đại học Oxford, Đại học Cambridge, Đại học Hoàng Gia London (Imperial College London). The Times Good University Guide 2011 đánh giá Đại học Durham xếp thứ 6 trong các trường đại học Anh Quốc. Hiệu trưởng hiện nay của Đại học Durham là Sir Thomas Allen.

## Cơ sở vật chất
Đại học Durham sở hữu 227,8 Hecta đất trong đó bao gồm cả một khu vực được UNESCO công nhận là di sản thế giới và 44,9 hecta rừng. Trường được chia thành hai khuôn viên là Durham City campus và Queens Campus. Hai khuôn viên được nối với nhau bằng hệ thống xe buýt miễn phí chạy thường xuyên tất cả các ngày trong tuần.
Một trong những điểm thu hút khách du lịch mà trường Durham sở hữu là Durham Botenic Garden. Được mở cửa lần đầu vào năm 1970, trong giai đoạn 2007-2008, Durham Botenic Garden thu hút 78.000 lượt khách ghé thăm.

### Durham City campus
Là khuôn viên chính của trường với 14 trên 16 college và hầu hết các khoa. Bản thân của khuôn viên cũng được chia ra làm nhiều khu vực khác nhau trong đó Science Site là khu vực bao gồm phần lớn các khoa và giảng đường như: khu giảng đường Appleby, Scarborough, Heywood, James Duff và Calman Learning Centre. Old Elvet là khu vực lớn thứ hai của campus bao gồm các khoa về khoa học xã hội như luật, âm nhạc, khảo cổ học, triết học...

### Queen's Campus
Được thành lập vào năm 1992 và nằm tại thị trấn Stockton-on-Tees cách Durham City campus khoảng 30 phút đi xe. Hiện tại ở khuôn viên này có hai college với khoảng 2000 sinh viên. Trường Durham đang có kế hoạch mở rộng hoạt động tại đây bằng cách mở thêm college mới.

### Thư viện
Thư viện của trường được thành lập vào năm 1833 bắt đầu với 160 mục sách được tặng bởi giám mục xứ Durham, William Van Mildert. Hiện tại hệ thống thư viện của trường chia thành bốn thư viện: Thư viện chính, Thư viện giáo dục, Thư viện tại Queen's campus và Thư viện Palace Green chứa tổng cộng hơn 1,5 triệu danh mục sách in.
Ngoài hệ thống thư viện trường các college cũng có thư viện riêng được mở cửa 24 giờ mỗi ngày tất cả các ngày trong tuần. Rất nhiều khoa và trường trực thuộc của Durham cũng có thư viện tra cứu riêng.

## Tổ chức

### College
Durham là một trong số ít các trường ở Anh Quốc hoạt động theo mô hình collegiate (các trường khác bao gồm Oxford, Cambridge, Wales, Kent, Lancaster và York), trong đó mỗi sinh viên thuộc một college, các college chịu trách nhiệm về sinh hoạt, các hoạt động xã hội và thể thao của sinh viên.
Formal dinners (còn gọi là Formals, Formal Halls hay Formal Meals) là một hoạt động thường xuyên được diễn ra ở tất cả các college ở Durham, trong đó tất cả các sinh viên và giảng viên cùng dùng chung bữa tối tại đại sảnh đường. Áo choàng (Academic Gown) thường được mặc trong các dịp này.
Có sự cạnh tranh rất lớn giữa những college cũ (Bailey Colleges) và các college mới hơn (Hill Colleges) ở Durham, đặc biệt trong chèo thuyền và các môn thể thao khác.

### Các khoa và trường trực thuộc
Hệ thống giảng dạy của Đại học Durham được chia làm ba nhóm: khoa học xã hội, nghệ thuật và khoa học tự nhiên.
Nhóm khoa học xã hội bao gồm: Khoa nhân chủng học, Trường khoa học ứng dụng, Khoa khảo cổ học, Trường kinh tế Durham (Durham Business School), Trường sư phạm, Khoa địa lý, Trường chính trị và quan hệ quốc tế, Trường y dược, Trường luật Durham.
Nhóm nghệ thuật bao gồm: Khoa lịch sử cổ đại, Khoa tiếng Anh, Khoa lịch sử, Trường ngôn ngữ và văn hóa hiện đại, Khoa âm nhạc, Khoa triết học, Khoa thần học và tôn giáo.
Nhóm khoa học tự nhiên bao gồm: Trường sinh học và y sinh học, Khoa hóa học, Khoa về khoa học máy tính, Khoa về khoa học địa cầu (Earth Sciences), Trường kỹ thuật, Khoa toán, Khoa vật lý, Khoa tâm lý học.

## Học thuật

### Tuyển sinh
Durham sử dụng điểm GCSE của học sinh tất cả các trường trung học tại Anh Quốc để đánh giá xét tuyển. Năm 2009 điểm UCAS trung bình của mỗi sinh viên Durham là 453.4 xếp thứ 6 Anh Quốc (sau Oxford, Cambridge, LSE, Imperial College và Warwick) về yêu cầu đầu vào. Theo The Complete University Guide 2011 mức độ cạnh tranh vào Durham đứng thứ 3 nước Anh đối với sinh viên đại học.

### Năm học
Một năm học với sinh viện đại học ở Durham được chia làm 3 kỳ: kỳ Michealmas, từ tháng 10 đến tháng 12, kéo dài trong 10 tuần, kỳ Epiphany, từ tháng 1 đến tháng 3, kéo dài 9 tuần và kỳ Easter (Phục sinh), từ tháng 4 đến tháng 6, kéo dài 9 tuần.

### Nghiên cứu
Durham được đánh giá có chất lượng nghiên cứu trung bình đạt mức 5/5 star (5 sao). Khoa địa lý của Durham được đánh giá là một trong những khoa tốt nhất trên thế giới. Trong một cuộc nghiên cứu năm 2008 (RAE 2008) được tài trợ bởi chính phủ Anh, tạp chí Times, Guardian và Independent, Durham đứng đầu Anh Quốc với các môn khảo cổ học, cổ điển học và thần học (theo QS 2024).
Ngoài ra khoa vật lý nghiên cứu về khoa học vũ trụ và vật lý thiên văn của Durham được Thomson Reuters xếp hạng đứng đầu Châu Âu và thứ tư trên thế giới.
Năm 2005 tạp chí Times Higher Education đánh giá đại học Durham là trường có ảnh hưởng lớn nhất về nghiên cứu khoa học trong các trường đại học Anh Quốc.

### Danh tiếng và xếp hạng tại Anh Quốc
Durham nằm trong top 10 ở tất cả bốn bảng xếp hạng các trường đại học 2012 của Anh Quốc, trong đó Sunday Times đánh giá Durham xếp thứ 3 Anh Quốc chỉ sau Oxford và Cambridge.
|                                       | 2012 | 2011 | 2010 | 2009 | 2008 | 2007 | 2006 | 2005 | 2004 |
| ------------------------------------- | ---- | ---- | ---- | ---- | ---- | ---- | ---- | ---- | ---- |
| Times Good University Guide           | 6th  | 6th  | 8th  | 8th  | 9th  | 10th | 10th | 8th  | 10th |
| Sunday Times University Guide         | 3rd  | 6th  | 7th  | 8th  | 11th | 11th | 8th  | 9th  | 11th |
| Independent Complete University Guide | 5th  | 4th  | 5th  | 6th  | 10th | -    | -    | -    | -    |

Kể từ khi thành lập, Durham luôn được đánh giá là một trong những trường tốt nhất Anh Quốc. Trong khi đa số các trường đại học ở Anh có thứ tự xếp hạng liên tục thay đổi qua các thời kì, Durham là một trong số rất ít những trường luôn luôn nằm trong danh sách dẫn đầu ở ba bảng xếp hạng uy tín nhất nước Anh là The Complete University Guide, Times Good University Guide và Sunday Times University Guide.
Dựa trên các bảng xếp hạng mới nhất, nhiều khóa học của Đại học Durham được đánh giá là đứng đầu Anh Quốc.
Durham nằm trong top 3 của Anh Quốc về khảo cổ học, hóa học, tiếng Pháp, kỹ thuật cơ bản, địa lý, lịch sử, tiếng Ý và thần học.
Durham nằm trong top 5 (bao gồm cả những môn kể trên) về sinh học, tiếng Đức, lịch sử cổ đại, toán học, khoa học về Trung Đông và Châu Phi, triết học, vật lý và thiên văn học, tiếng Nga và tiếng Đông Âu, công tác xã hội, xã hội học và khoa học về thể thao.
Durham nằm trong top 10 (bao gồm cả những môn kể trên) về tài chính kế toán, nhân chủng học, khoa học về Châu Á, kinh tế, giáo dục, địa chất, luật, ngôn ngữ học, dược học, âm nhạc và chính trị.

### Danh tiếng và xếp hạng trên thế giới
Vị trí của Đại học Durham trên các bảng xếp hạng các trường đại học quốc tế như sau:
- Times Higher Education World University Rankings 2012 đánh giá Durham đứng thứ 80 trên thế giới.
- QS World University Rankings 2012 đánh giá Durham đứng thứ 92 trên thế giới.
- Global University Ranking 2009 đánh giá đứng thứ 70/71 trên thế giới.
- Academic Ranking of World Universities 2012 đánh giá Durham đứng thứ 201–300 trên thế giới.
- CWTS Leiden Ranking 2013 đánh giá Durham đứng thứ 63 trên thế giới.[23]

Dựa trên đánh giá của các tổ chức xếp hạng giáo dục, Đại học Durham thường được nhắc đến là một trong 100 trường đại học hàng đầu thế giới (Top 100 world universities).
Đầu năm 2009, Trường kinh tế Durham (DBS) trở thành một trong 40 trường trên thế giới đạt được cả ba tiêu chuẩn (triple accreditation) AACSB, AMBA và EQUIS. Tất cả các khóa thạc sĩ khoa học (Master of Science) của Trường kinh tế Durham (DBS) đều nhận được chứng nhận CFA partnership, bao gồm trên 70% chương trình của cả ba mức CFA.
Năm 2011, chương trình MBA của Durham được xếp hạng đứng thứ 55 trên thế giới bởi tạp chí Financial Times và tạp chí Economist. Cũng trong năm này chương trình Thạc sĩ Quản lý của Durham xếp thứ 56 trên thế giới bởi tạp chí FT European Masters Ranking. Chương trình Executive MBA của Durham được đánh giá xếp thứ 83 trên thế giới bởi tạp chí Financial Times EMBA Ranking vào năm 2008.

## Đời sống sinh viên
Sinh viên đại học của Durham được yêu cầu ở trong college trong năm đầu tiên. Các năm tiếp theo có thể sống ở ngoài college nhưng vẫn thuộc sự quản lý của college. Sinh viên học cao học hoặc tiến sĩ có thể học tập ở ngoài ngay từ năm đầu tiên. Mỗi college được chia làm ba tổ chức, JCRs chịu trách nhiệm về các hoạt động của sinh viên đại học, trong khi MCRs chịu trách nhiệm đối với sinh viên cao học và tiến sĩ, và SCRs chịu trách nhiệm đối với các nhân viên, giảng viên, và trợ giáo.